# Ferdinando Carli
Ferdinando Carli, detto Ferrante (Parma, 18 aprile 1578 – Roma, 9 giugno 1641), è stato uno scrittore chierico ed erudito italiano.

## Biografia
La madre si chiamava Claudia Bochi, suo padre, Giovanni Gianfattori, lavorava al servizio dei Farnese di Parma. Il suo nome fu tratto da Ferdinando (o Ferrante) Farnese. Lui stesso cambiò il suo cognome in Carli/Carlo.
Nel 1591 si diede dapprima agli ordini minori, studiando poi filosofia e legge presso varie università; a Bologna; a Padova; e Pavia; conseguendo una laurea in diritto civile e canonico.